# Roberto Drago (actor)
Roberto Manuel Dragó Morera (Buenos Aires, 5 de enero de 1972) es un actor argentino.

## Biografía
Nació el 15 de enero de 1972 en Buenos Aires, Argentina.
Hijo de un dentista, llegó a España en 1976 cuando ocurrió el golpe de Estado en Argentina. Regresaron a su tierra en 1980, pero en 1986 debieron retornar, para instalarse definitivamente.
Se formó en la Escuela de la Asociación Argentina de Actores (1983-1986), Escuela de Cristina Rota (formación completa 1995-1999) y ha hecho cursos complementarios con Ricardo Batos, Jorge Sánchez, Bernardo Cappa y Jango Edwards. 

## Trayectoria

### Televisión: Hospital Central
Intervino en la serie española de Telecinco, Hospital Central de casualidad. El actor argentino que iba a hacer su papel no pudo tener los papeles en regla a tiempo, así que contaron con él. 
Su personaje en Hospital Central era el del Dr. Héctor Béjar e intervino entre los episodios 73 - 287, y en el capítulo especial 300, de la serie. Médico de urgencias. Tiene una hija pequeña, Daniela. Es muy simpático y amigo de todos, especialmente de Javier y Laura. También le une una relación muy especial a Vilches, que fue su adjunto.
Salió con una compatriota suya, Sofía, que se casó con él por conveniencia, para poder quedarse en España. Más tarde tuvo una relación con la hija de Dávila, Gabriela, a la que conoció a raíz del cáncer que padeció ella que la llevó al hospital y fue diagnosticado por Héctor. Lo dejaron un tiempo después de que él la engañara con Eva, y retomaron la relación más tarde. Pasado un tiempo volvieron a distanciarse debido al trabajo de ella como abogada, que la lleva a refugiarse en el extranjero a causa de un caso peligroso, y rompen definitivamente.
En la decimotercera temporada sufre un desengaño con una chica a la que conoce por internet, mientras que Teresa intenta hacer de celestina entre él y Alicia, con la que comparte piso. Poco después conoce a Susana, hermana de un paciente fallecido en el hospital y de la que se enamora. Ella es portadora del VIH y, aunque Héctor teme haberse contagiado por una jeringuilla al hacerle un análisis, las pruebas certifican que no es así.
Más tarde, Héctor y Susan se plantean tener un hijo y, aunque dudan dados los riesgos que puede conllevar para ella y el bebé, se queda embarazada. Meses después nace su hija, acontecimiento que le hace renunciar al puesto de Coordinador de Trasplantes que había asumido tras la marcha de Aimé. Al poco tiempo, Susana, que anteriormente había declinado meterse con él en una hipoteca que decide afrontar solo, le pide que se den un tiempo y acaba dejando a Héctor por su ginecólogo, personaje que, previamente, había despertado los celos de Héctor en una trama durante el embarazo.
Al final de la decimosexta temporada, Héctor es nombrado director de Urgencias en sustitución de Maca, a la que Javier destituye. Justo después es apuñalado por la hermana de un atracador con el que Héctor tuvo un incidente y es sometido a un trasplante de corazón. Aún convaleciente, besa a Alicia y surge una fuerte atracción entre ellos que les lleva a mantener una relación en la que se interponen los sentimientos de Alicia por Waldo. Además, renuncia a su puesto de director de Urgencias.
Al final, se casa con Alicia a pesar de los problemas que surgen para organizar la boda. Una vez casados, la pareja sufre un importante desgaste debido a los problemas sexuales de Héctor. Al final de la decimonovena temporada es arrestado por agredir a Alicia. En la cárcel, la vida no es fácil para él. Un grupo de presos le acusan de la muerte de uno de sus compañeros Fran)y comienzan a hacerle la vida imposible. Cuando consigue el tercer grado, Héctor puede recuperar su vida normal, solo que volviendo por las noches a la cárcel. A pesar de su vuelta al hospital, uno de los presos llega al hospital y comienza a utilizarlo para que le consiga todo lo que él quiere por medio de amenazas. Este cuenta su situación a Alicia, Gimeno y Vilches quienes le ayudan a escapar. Alicia quiere irse con él pero Héctor, finalmente se fuga solo al sentirse culpable de hacerle cambiar de vida a Alicia, y tener que obligarla a estar huyendo permanentemente.

### Cine y teatro
Intervino en la película La flaqueza del bolchevique (2003), en el papel de Raúl. En 2006 trabajó en la obra teatral Desnudas. También en teatro ha intervenido en la obra Rosencrantz y Guildenstern han muerto, El joven Jorge, de Marcela Bertuccio, y La cabeza del dragón, de Valle-Inclán. Además, también ha rodado el cortometraje En la otra camilla. 
Fue finalista en los Premios Zapping al mejor actor de tv (2004 y 2006).

## Filmografía
- En cine:
  - El sueño de Iván, director Roberto Santiago, año: 2011
  - En la otra camilla, director Luis Melgar, año: 2008, cortometraje.
  - La flaqueza del bolchevique (película), director Manuel Martín Cuenca, año: 2003.

- En televisión:
  - Hospital Central (2003-2012)
    - Dr. Héctor Béjar, Episodios 73-287, capítulo especial 300

  - Yo quisiera (2015)
    - Óscar, Episodios 6-48

  - El ministerio del tiempo (2016)
    - Sebastián Lombardi, Episodio 19

- En teatro:
  - Rosencrantz & Guildenstern han muerto
  - Desnudas
  - El Joven Jorge de Marcelo Bertuccio.
  - La cabeza del dragón de Valle Inclán.
  - Tres, año: 2013

- Datos: Q11181953